# 가사이역
가사이역(일본어: 葛西駅, かさいえき)은 도쿄도 에도가와구에 있는 철도역이다. 부역명은 지하철 박물관 앞이다.

## 타는 곳

### 도자이 선
상대식 승강장 2면 2선 형태의 고가역이다.
| 1 | ○ 도자이 선 | 니시후나바시・츠다누마・도요 가쓰타다이 방면        |
| 2 | ○ 도자이 선 | 도요초・오테마치・다카다노바바・나카노・미타카 방면 |

## 역세권 정보
- 지하철 박물관
- 도쿄 도도 제318호선

## 역사
- 1969년 3월 29일: 영업 개시.
- 2004년 4월 1일: 영단지하철 민영화.

## 사진

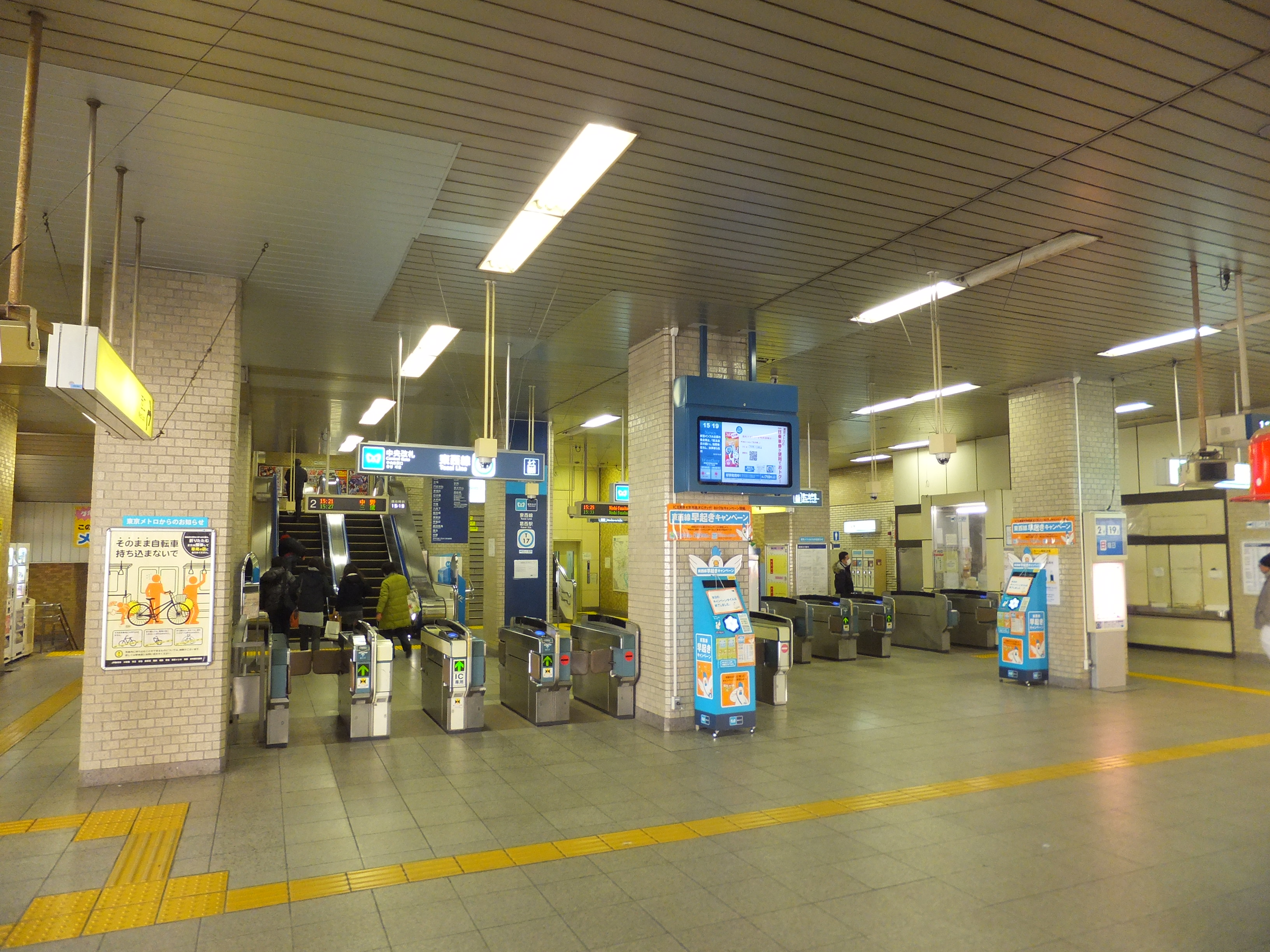
개찰구
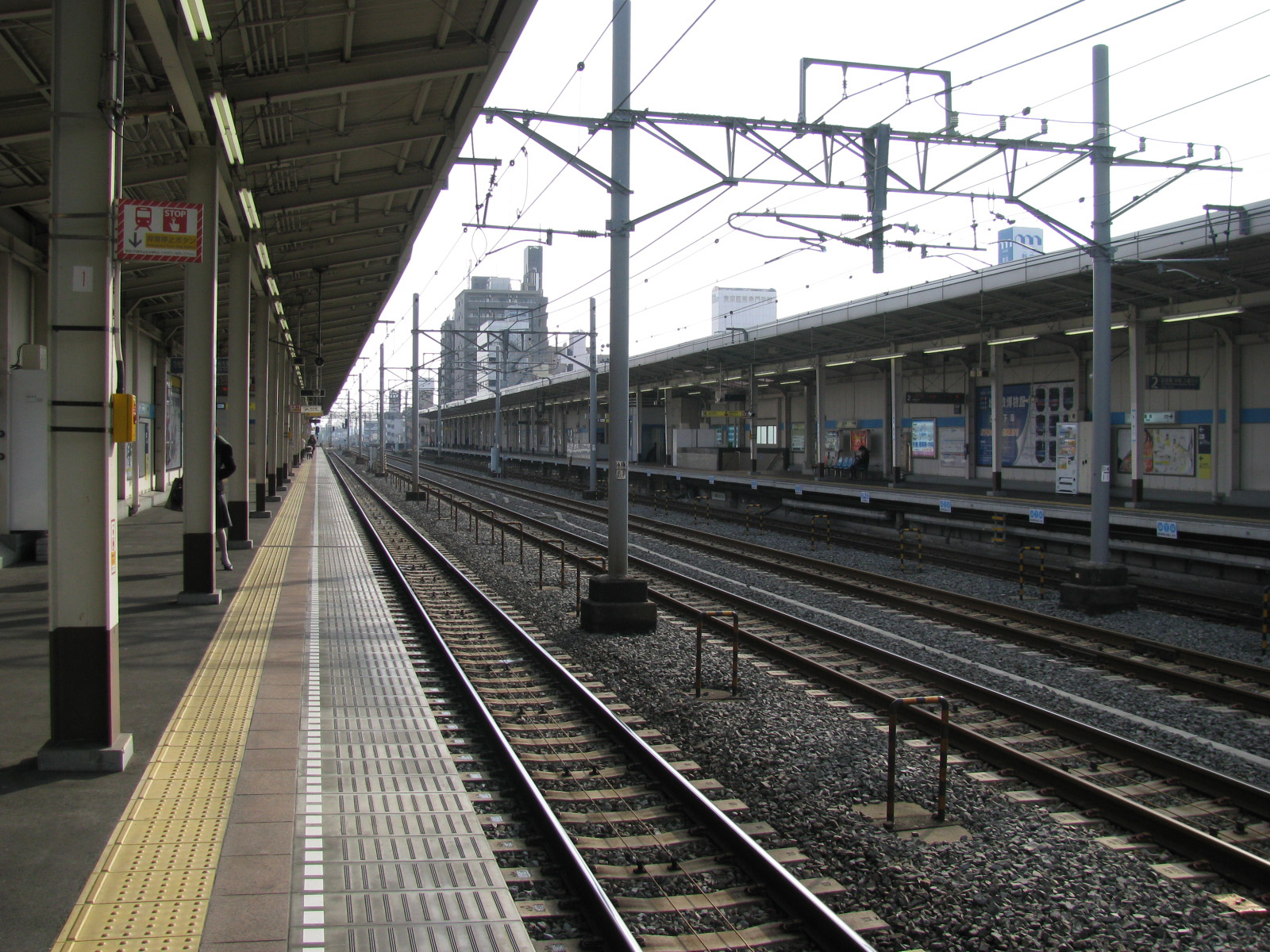
승강장

## 인접역
| 도쿄 메트로 5호선          | 도쿄 메트로 5호선 | 도쿄 메트로 5호선              |
| -------------------------- | ----------------- | ------------------------------ |
| T16 니시카사이 나카노 방면 | 도자이 선         | T18 우라야스 니시후나바시 방면 |